# Claude Goasguen
Claude Goasguen (Tolón, Var, 12 de marzo de 1945-Issy-les-Moulineaux, 28 de mayo de 2020) fue un abogado y político francés. Fue secretario general de la Unión por la Democracia Francesa y alcalde del XVI Distrito de París por la Unión por un Movimiento Popular en 2008.

## Biografía
Aunque nacido en Tolón, su familia era de origen bretón. En su infancia soñaba con llegar a ser oficial naval. Su padre, que era funcionario, lo envió a París para realizar una pasantía en el Lycée Henri-IV y hacer el bachillerato en filosofía. Sus primeros años en la capital francesa no fueron buenos: «Sentía que vivía en el Polo Norte. Me sentí muy solo», llegó a decir a un periódico francés en 2012. A pesar de todo ello, se quedó allí para estudiar derecho en la Universidad de París, donde hizo el doctorado, y posteriormente convertirse en diputado y alcalde del distrito 16.
Claude Goasguen favoreció un derecho "desinhibido" de defender el liberalismo económico y el atlantismo.
Falleció a los 75 años en el hospital Corentin-Celton en Issy-les -Moulineaux (departamento Altos del Sena), el 28 de mayo de 2020, a causa de un paro cardíaco, al tiempo que se recuperaba de la COVID-19.